# Маріо Соса
Маріо Соса Каскеро (ісп. Mario Sosa Casquero; нар. 1 січня 1910, Куба — пом. невідомо) — кубинський футболіст, нападник.

## Клубна кар'єра
На клубному рівні виступав у кубинській команді «Іберія» (Гавана).

## Кар'єра в збірній
Маріо Соса виступав у національній збірній Куби в 30-х роках XX століття. У 1938 році взяв участь у чемпіонаті світу. На Мундіалі у Франції зіграв у двох матчах: у нічийному (3:3) поєдинку першого раунду проти Румунії та програному (0:8) поєдинку 1/4 фіналу проти Швеції.